# Alard Gazet
Alard Gazet (ook: Gazée, Latijn: Gazeus) (Ariën-aan-de-Leie, 1 oktober 1565 – Atrecht, 23 september 1626) was een benedictijn uit de Habsburgse Nederlanden.
Hij was de neef van Antoine en Guillaume Gazet en de broer van Angelin en Nicolas Gazet.
Hij was afkomstig uit Ariën-aan-de-Leie en trad in 1578 op 13-jarige leeftijd in bij de benedictijnen van Sint-Vedastus in Atrecht. Tot 1591 studeerde hij theologie aan de Universiteit van Dowaai. Hij was proost van verschillende priorijen van zijn abdij.
Hij is vooral bekend als tekstbezorger van een editie van het volledige werk van Johannes Cassianus, die in 1616 bij Balthazar Bellère in Dowaai verscheen. Deze uitgave kende verschillende herdrukken in Atrecht, Parijs, Frankfurt, Leipzig en Regensburg tot in de 18de eeuw.
- Bibliothèque nationale de France: cb13488986w (data)
- Catàleg d'autoritats de noms i títols de Catalunya: 981058518759806706
- Gemeinsame Normdatei: 140698728
- International Standard Name Identifier: 0000 0000 8369 5485
- Nationale Bibliotheek van Tsjechië: mzk2010594080
- Nederlandse Thesaurus van Auteursnamen: 071220151
- Système universitaire de documentation: 073268097
- Virtual International Authority File: 32151086
- WorldCat: E39PBJdx4RHmFJ4f3X4ypRxCcP